# Lîcikî, Kiverți
Lîcikî (în ucraineană Лички) este un sat în comuna Trosteaneț din raionul Kiverți, regiunea Volînia, Ucraina.

## Demografie
Componența lingvistică a localității Lîcikî
     Ucraineană (100%)
Conform recensământului din 2001, toată populația localității Lîcikî era vorbitoare de ucraineană (100%).